# Летние Олимпийские игры 2000
XXVII летние Олимпийские игры — международное спортивное мероприятие, проходившее в Сиднее с 15 сентября по 1 октября 2000 года. Было разыграно 300 комплектов медалей в 28 видах спорта (38 с учётом подвидов). Второй раз в истории летние Олимпийские игры были проведены в Южном полушарии Земли (впервые — в 1956 году в Мельбурне). 

## Выбор города
23 сентября 1993 года в Монте-Карло на 101-й сессии МОК состоялись выборы столицы летних Олимпийских игр 2000 года. Каждому городу было дано по 30 минут для презентации своей заявки, а также 15 минут для ответов на вопросы делегатов. Объявление результатов голосования происходило на стадионе Луи II. Результаты объявлял президент МОК Хуан Антонио Самаранч. По итогам четырёх раундов голосования победу одержал Сидней. На протяжении первых трёх раундов выигрывал Пекин, но в финале, после того как выбыл Манчестер, Сидней вырвался вперед. Пекин в июле 2001 года получит право провести летние Игры 2008 года.
Кандидаты на проведение летних Олимпийских игр 2000 года
| Город     | Страна         | 1 раунд | 2 раунд | 3 раунд | 4 раунд |
| --------- | -------------- | ------- | ------- | ------- | ------- |
| Сидней    | Австралия      | 30      | 30      | 37      | 45      |
| Пекин     | Китай          | 32      | 37      | 40      | 43      |
| Манчестер | Великобритания | 11      | 13      | 11      | -       |
| Берлин    | Германия       | 9       | 9       | -       | -       |
| Стамбул   | Турция         | 7       | -       | -       | -       |
| Всего:    | Всего:         | 89      | 89      | 88*     | 88*     |

* Член МОК из Свазиленда не голосовал в 3-м и 4-м раундах.

## Виды спорта

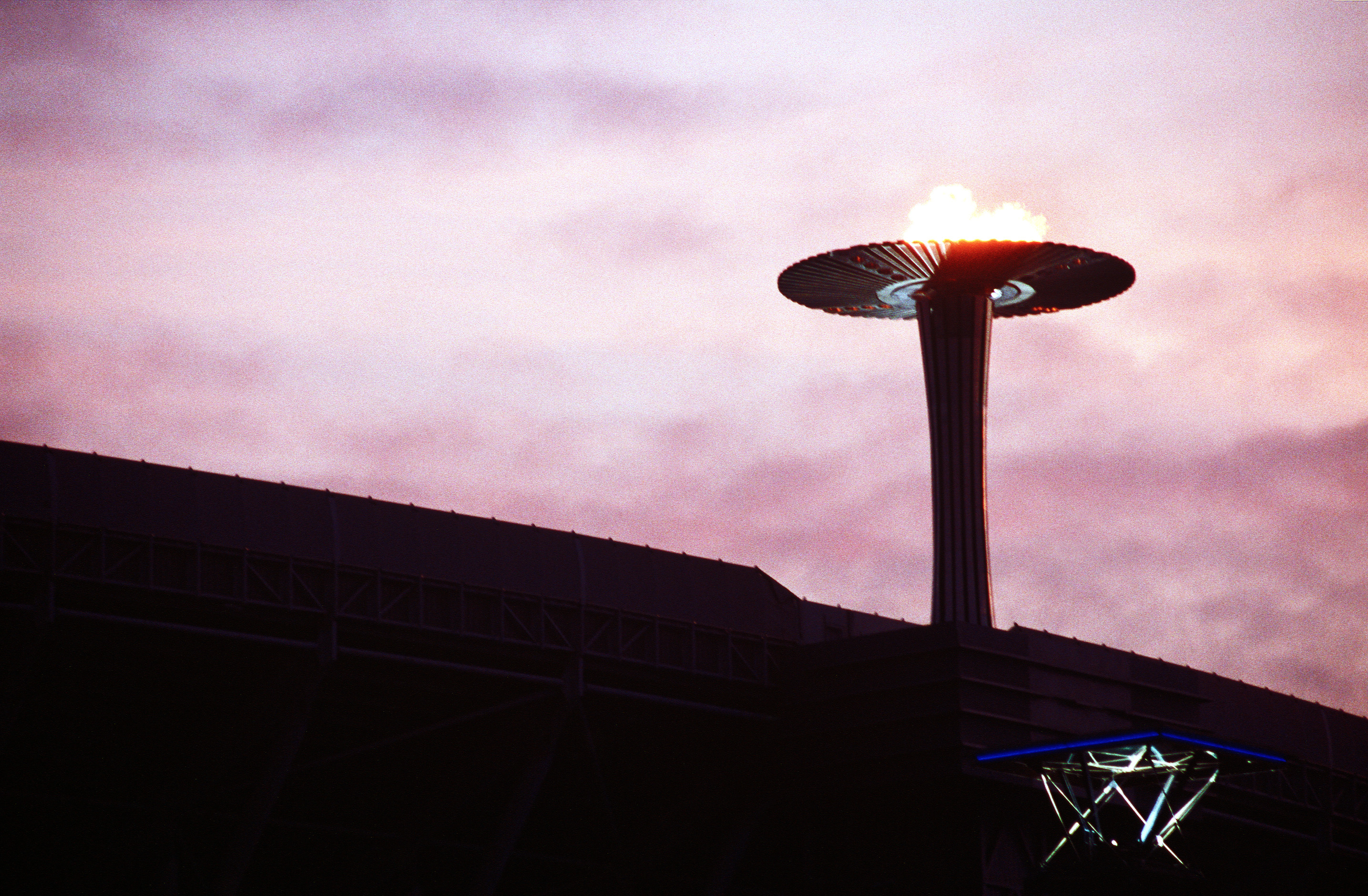
Олимпийский огонь

- Академическая гребля
- Бадминтон
- Баскетбол
- Бейсбол
- Бокс
- Борьба
- Велоспорт
- Водные виды спорта:
  -  Водное поло
  -  Плавание
  -  Прыжки в воду
  -  Синхронное плавание
- Волейбол
- Гандбол
- Гимнастика:
  -  Спортивная гимнастика
  -  Художественная гимнастика
  -  Прыжки на батуте
- Гребля на байдарках и каноэ
- Дзюдо
- Конный спорт
- Лёгкая атлетика
- Настольный теннис
- Парусный спорт
- Современное пятиборье
- Софтбол
- Стрельба
- Стрельба из лука

- Теннис
- Триатлон
- Тхэквондо
- Тяжёлая атлетика
- Фехтование
- Футбол
- Хоккей на траве

## Страны-участницы
В Играх принимали участие представители 199 стран мира.
- Австралия (AUS)
- Австрия (AUT)
- Азербайджан (AZE)
- Албания (ALB)
- Алжир (ALG)
- Американское Самоа
- Ангола (ANG)
- Андорра
- Антигуа и Барбуда
- Аргентина (ARG)
- Армения (ARM)
- Аруба
- Багамские Острова
- Бангладеш
- Барбадос
- Бахрейн
- Беларусь
- Белиз
- Бельгия
- Бенин
- Бермуды
- Болгария
- Боливия
- Босния и Герцеговина
- Ботсвана
- Бразилия
- Виргинские Острова (Великобритания)
- Бруней
- Буркина-Фасо
- Бурунди
- Бутан
- Вануату
- Великобритания
- Венгрия
- Венесуэла
- Виргинские Острова (США)
- Вьетнам
- Габон
- Гаити
- Гайана
- Гамбия
- Гана
- Гватемала
- Гвинея
- Гвинея-Бисау
- Германия
- Гондурас
- Гонконг
- Гренада
- Греция
- Грузия
- Гуам
- Дания
- Джибути
- Доминика
- Доминиканская Республика
- Египет
- Замбия
- Зимбабве
- Израиль
- Индия
- Индонезия
- Иордания
- Ирак
- Иран
- Ирландия
- Исландия
- Испания
- Италия
- Йемен
- Кабо-Верде
- Острова Кайман
- Казахстан
- Камбоджа
- Камерун
- Канада
- Катар
- Кения
- Кипр
- Кыргызстан
- Китай
- Колумбия
- Коморы
- Республика Конго
- Демократическая Республика Конго
- КНДР
- Республика Корея
- Коста-Рика
- Кот-д’Ивуар
- Куба
- Кувейт
- Острова Кука
- Лаос
- Латвия
- Лесото
- Либерия
- Ливан
- Ливия
- Литва
- Лихтенштейн
- Люксембург
- Маврикий
- Мавритания
- Мадагаскар
- Македония
- Малави
- Малайзия
- Мали
- Мальдивы
- Мальта
- Марокко
- Мексика
- Микронезия
- Мозамбик
- Молдова
- Монако
- Монголия
- Мьянма
- Намибия
- Науру
- Непал
- Нигер
- Нигерия
- Нидерланды
- Нидерландские Антильские острова
- Никарагуа
- Новая Зеландия
- Норвегия
- ОАЭ
- Оман
- Пакистан
- Палау
- Государство Палестина
- Панама
- Папуа — Новая Гвинея
- Парагвай
- Перу
- Польша
- Португалия
- Пуэрто-Рико
- Россия
- Руанда
- Румыния
- Сальвадор
- Самоа
- Сан-Марино
- Сан-Томе и Принсипи
- Саудовская Аравия
- Свазиленд
- Сейшельские Острова
- Сенегал
- Сент-Винсент и Гренадины
- Сент-Китс и Невис
- Сент-Люсия
- Сингапур
- Сирия
- Словакия
- Словения
- США
- Соломоновы Острова
- Сомали
- Судан
- Суринам
- Сьерра-Леоне
- Таджикистан
- Таиланд
- Китайская Республика
- Танзания
- Того
- Тонга
- Тринидад и Тобаго
- Тунис
- Туркменистан
- Турция
- Уганда
- Украина
- Узбекистан
- Уругвай
- Фиджи
- Филиппины
- Финляндия
- Франция
- Хорватия
- ЦАР
- Чад
- Чехия
- Чили
- Швейцария
- Швеция
- Шри-Ланка
- Эквадор
- Экваториальная Гвинея
- Эритрея
- Эстония
- Эфиопия
- Югославия
- ЮАР
- Ямайка
- Япония

## Талисманы Игр
Официальными талисманами Игр стали:
- Кукабарра Олли;
- Утконос Сид;
- Ехидна Милли.

Имя Олли было выбрано в честь Олимпиады, Сид в честь Сиднея, а Милли — в знак того, что Игры проводились в 2000 году, во время Миллениума.

## Церемонии

### Открытие

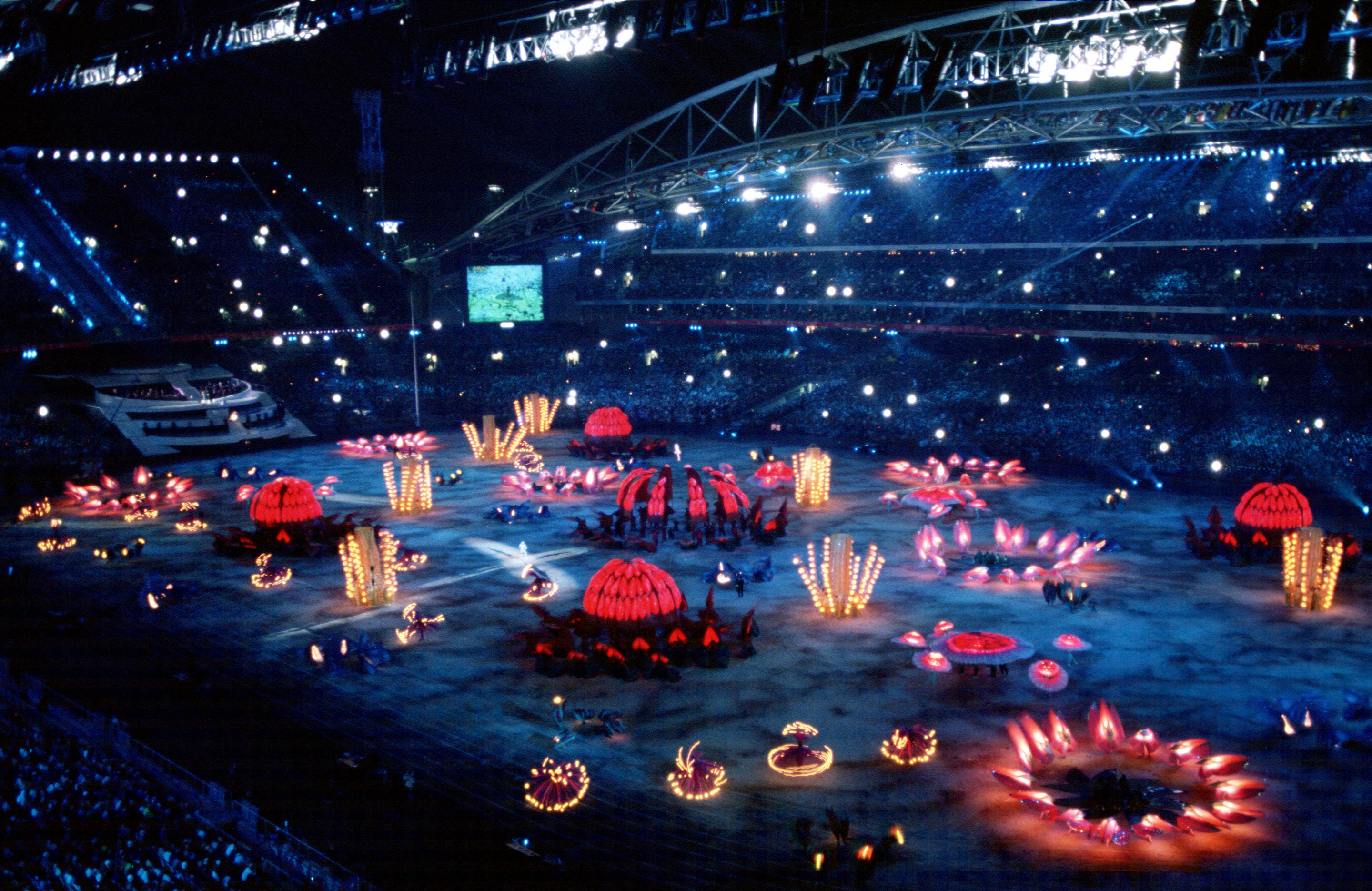
Церемония открытия Игр

Церемония открытия XXVII Олимпийских игр состоялась 15 сентября 2000 года на стадионе «Австралия» в присутствии 110 000 зрителей. Режиссёром представления стал австралиец Рик Бёрч. В церемонии приняло участие 12 600 исполнителей, общая масса светового и звукового оборудования превысила 99 тонн. Основными мотивами представления стали этапы истории Австралии, красочное шоу включало в себя элементы водной феерии, символизирующей тесную связь австралийского народа с морем.
Традиционный парад наций состоял из 198 делегаций при 199 участвующих в Олимпиаде странах, Северная и Южная Корея прошли на параде единой делегацией под флагом с изображением контуров Корейского полуострова. Единственным членом МОК, отказавшимся приехать на Игры, стал Афганистан — запрет был наложен правящим движением Талибан.
Вслед за торжественными речами, произнесёнными председателем Оргкомитета игр Майклом Найтом и президентом МОК Хуаном Антонио Самаранчем, генерал-губернатор Австралии сэр Уильям Дин объявил Игры открытыми. Это был первый случай, когда летние Игры, проходящие в стране Содружества наций, открывал не британский монарх или член королевской семьи (на зимних Играх это впервые произошло в 1988 году в Калгари). Планировалось, что Игры откроет премьер-министр Австралии Джон Говард, но в ноябре 1999 года Ховард предложил, чтобы Игры открывал Дин.
Под звуки олимпийского гимна был поднят олимпийский флаг. Финальным аккордом церемонии стало зажжение олимпийского огня. Честь зажжения была предоставлена австралийской легкоатлетке Кэти Фримен.

### Закрытие

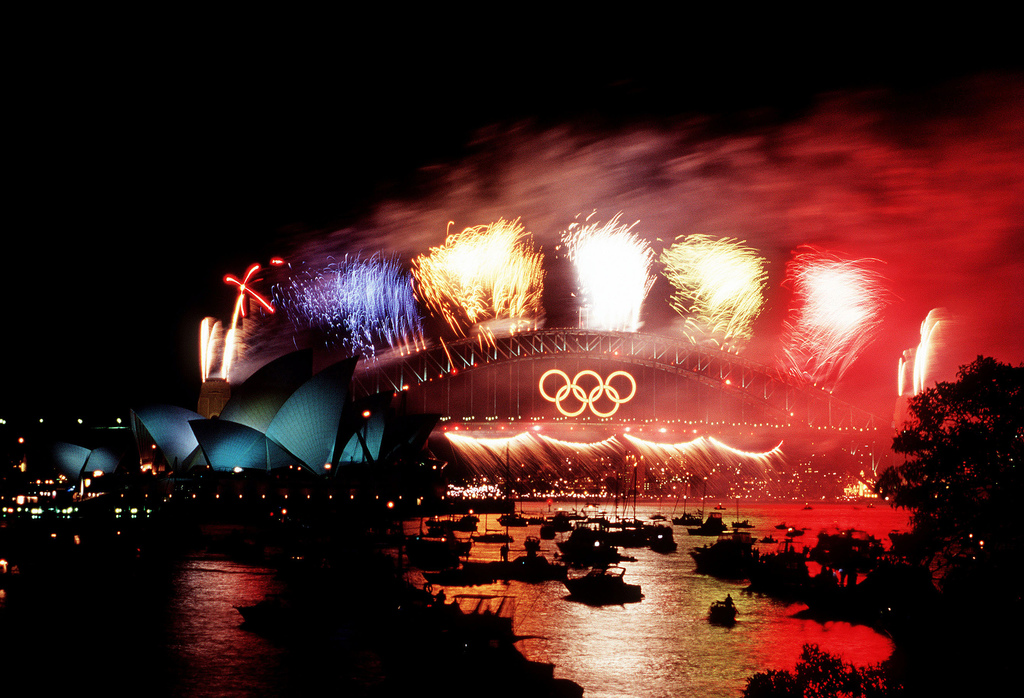
Церемония закрытия

Церемония закрытия состоялась 1 октября на том же стадионе, что и церемония открытия и вновь при аншлаге. В музыкальной части церемонии приняли участие такие известные исполнители как Томми Эммануэль вместе со своим братом Филом Эммануэлем, Ивонн Кенни (сопрано), которая спела олимпийский гимн, Кайли Миноуг, Никки Вебстер, дуэт Savage Garden и другие.
По традиции спортсмены приняли участие ещё в одном параде, но на этот раз шли не разделённые по странам, а все вместе, символизируя олимпийское единство.
Президент МОК Хуан Антонио Самаранч поздравил Сидней и всю Австралию с успешным проведением Игр и традиционно назвал их лучшими в истории.
Олимпийский флаг был спущен с флагштока, а переходящее олимпийское знамя было торжественно вручено мэру Афин, столицы следующих Игр.
После официального объявления Игр закрытыми был потушен олимпийский огонь. Церемония завершилась грандиозным фейерверком.

## Главные события
- Впервые в олимпийскую программу включены триатлон, тхэквондо и прыжки на батуте.

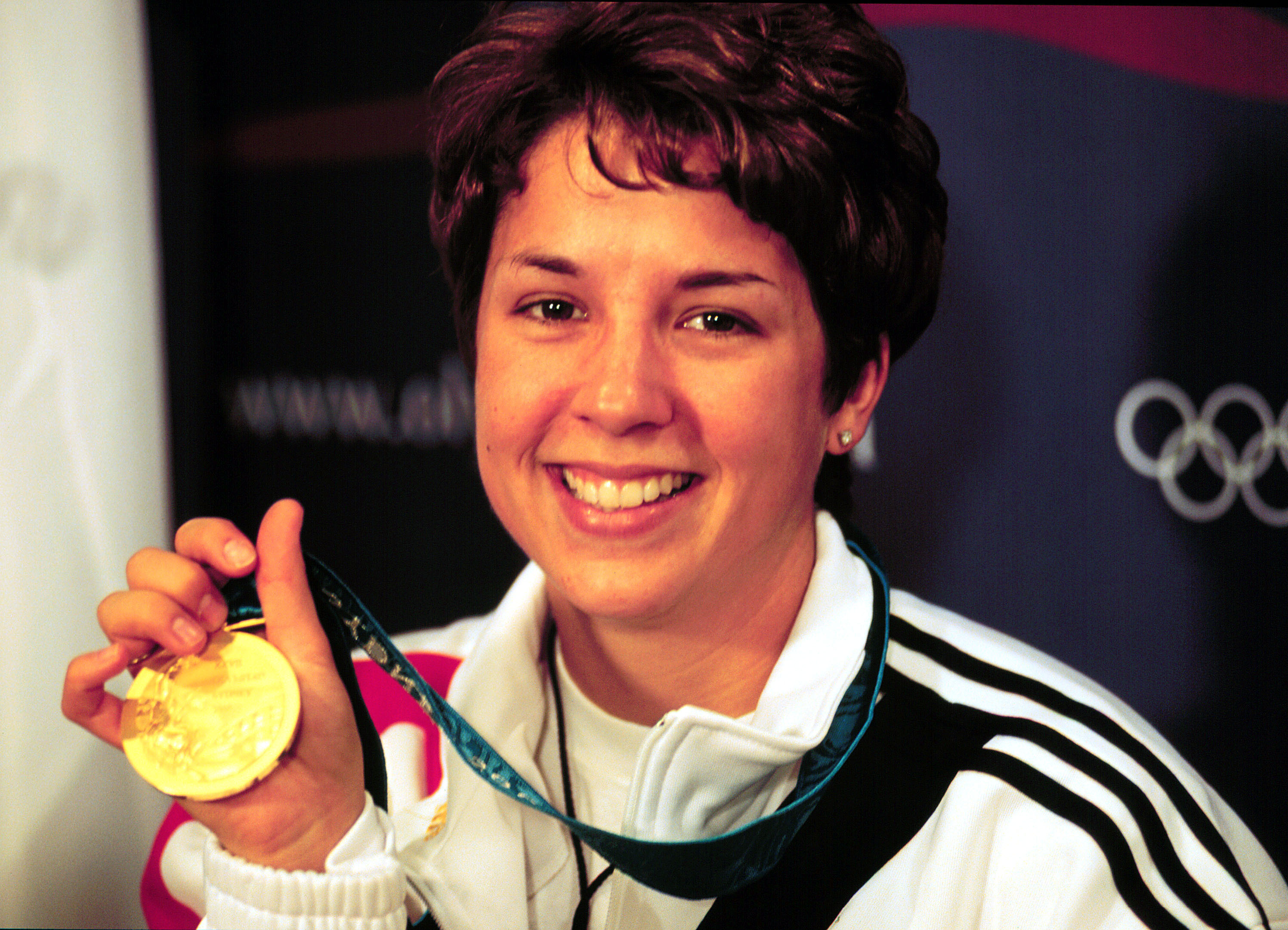
Нэнси Джонсон со своей золотой медалью

- Первый комплект медалей Олимпиады был разыгран в пулевой стрельбе, в женской стрельбе из пневматической винтовки. Золото выиграла американка Нэнси Джонсон.
- Флаг России на церемонии открытия Игр впервые нёс представитель игрового вида спорта — гандбольный вратарь Андрей Лавров. В истории советского олимпизма представители игровых видов спорта также не удостаивались этой чести. Гандболисты не подвели — сборная России выиграла золото, во многом благодаря феноменальной игре Лаврова в финале против шведов.
- Российский гимнаст Алексей Немов завоевал шесть наград — 2 золотые, 1 серебряная и 3 бронзовые.
- Австралийский пловец Ян Торп стал главной звездой мужской плавательной программы — он завоевал 3 золотые медали (400 м вольным стилем, эстафеты 4×100 м и 4×200 м вольным стилем) и две серебряные (200 м вольным стилем, комбинированная эстафета). На счету американца Ленни Крайзельбурга 3 золотые медали. По 2 золота выиграли итальянец Доменико Фьораванти, австралиец Майкл Клим и голландец Питер ван ден Хогенбанд, причём последний завоевал каждую из наград (100 и 200 м вольным стилем), обогнав великих пловцов — Александра Попова и Яна Торпа. У женщин отличились голландка Инге де Брюин, у которой 3 золота (50 и 100 м вольный стиль и 100 м баттерфляй), и американка Дженни Томпсон — 3 золота в выигранных американками эстафетах.
- Выиграв золото в составе четвёрки распашной без рулевого, английский гребец Стив Редгрейв стал обладателем уникального достижения — он выигрывал золотые награды на пяти Олимпиадах подряд.

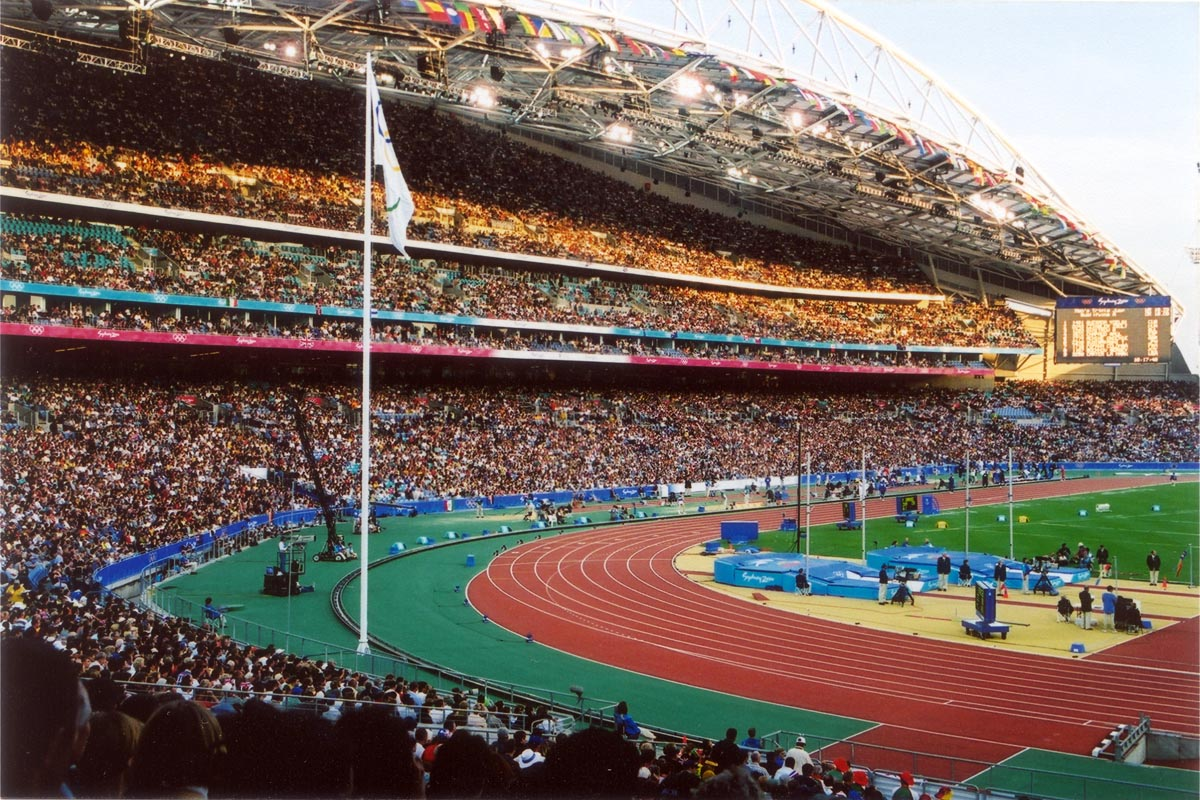
Олимпийский флаг на стадионе «Австралия» во время соревнований легкоатлетов

- Австралийская бегунья Кэти Фримен выиграла забег на 400 метров, став таким образом первым спортсменом в истории, который выиграл соревнования на той же Олимпиаде, на которой зажигал олимпийский огонь.
- Американский борец Рулон Гарднер завоевал золотую награду в греко-римской борьбе (до 130 кг), нанеся Александру Карелину первое поражение за тринадцать лет.
- Золото сборной Камеруна по футболу стало первой золотой олимпийской медалью в истории этой страны.
- Леонтин ван Морсел выиграла три золота в велоспорте, причём выиграв обе шоссейные гонки (групповую и индивидуальную), третье золото она завоевала на треке — в индивидуальной гонке преследования.
- На соревнованиях по стендовой стрельбе на круглом стенде украинский спортсмен Николай Мильчев установил вечный мировой рекорд, выбив 150 мишеней из 150. Этот рекорд можно только повторить, но не превзойти.
- Во время Олимпиады умерла жена Хуана Антонио Самаранча, и после четырёхдневной отлучки глава МОК вернулся в Сидней. Олимпийский флаг был приспущен в знак траура.

## Итоги Игр
Десять стран, завоевавших наибольшее количество медалей
| Общее количество медалей |                |        |         |        |       |
| №                        | Страна         | Золото | Серебро | Бронза | Всего |
| 1                        | США            | 37     | 24      | 32     | 93    |
| 2                        | Россия         | 32     | 28      | 29     | 89    |
| 3                        | Китай          | 28     | 16      | 14     | 58    |
| 4                        | Австралия      | 16     | 25      | 17     | 58    |
| 5                        | Германия       | 13     | 17      | 26     | 56    |
| 6                        | Франция        | 13     | 14      | 11     | 38    |
| 7                        | Италия         | 13     | 8       | 13     | 34    |
| 8                        | Нидерланды     | 12     | 9       | 4      | 25    |
| 9                        | Куба           | 11     | 11      | 7      | 29    |
| 10                       | Великобритания | 11     | 10      | 7      | 28    |

- Американка Мэрион Джонс, выиграв бронзу в прыжках в длину и три золота в беге на 100 и 200 метров и в эстафете 4×400 метров, имела реальнейший шанс выиграть четвёртое золото в эстафете 4×100 метров, однако сборная США неожиданно уступила командам Багамских островов и Ямайки. Однако в 2007 году разразился скандал, связанный с употреблением ею допинга. М. Джонс была лишена всех пяти медалей. Золото в беге на 100 и 200 метров сначала было оставлено вакантным, позже золотую медаль в беге на 200 метров присудили Паулине Дэвис (Багамские острова). Золотая медаль в эстафете 4×400 и бронзовая медаль в эстафете 4×100 метров оставлены за американской сборной. Бронзовая медаль в прыжках в длину присуждена Татьяне Котовой (Россия).
- В феврале 2010 года Международная федерация гимнастики (FIG), завершив соответствующее разбирательство, объявила об аннулировании результатов выступления на сиднейской Олимпиаде китайской гимнастки Дун Фансяо, поскольку она не имела права принимать участие в соревнованиях по возрасту. Международный олимпийский комитет лишил китаянку бронзовой медали, которую она получила в командных соревнованиях по спортивной гимнастике, а медаль была присуждена сборной США[1].
- Американский легкоатлет Антонио Петтигрю и команда США лишены золотых медалей в эстафете 4×400 м. Золотая медаль перешла команде Нигерии, серебряная — Ямайке, бронзовая — Багамским островам.
- Американский велосипедист Лэнс Армстронг лишён бронзовой медали в личной шоссейной гонке. Бронзовая медаль оставлена вакантной.
- Александр Лайпольд из Германии лишён золотой медали в соревнованиях по вольной борьбе в весе до 76 кг.

## Память

На монетах и почтовых марках
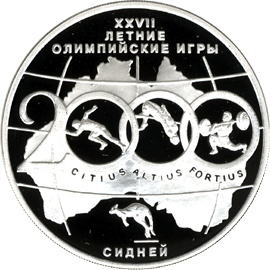
Памятная монета ЦБ РФ
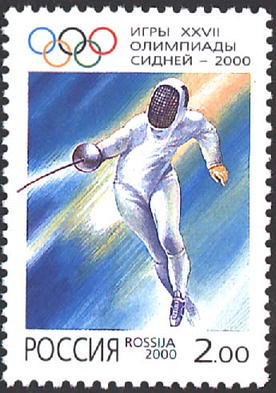
Фехтование
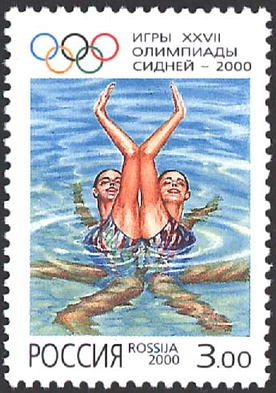
Синхронное плавание
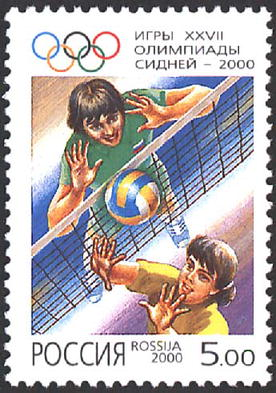
Волейбол
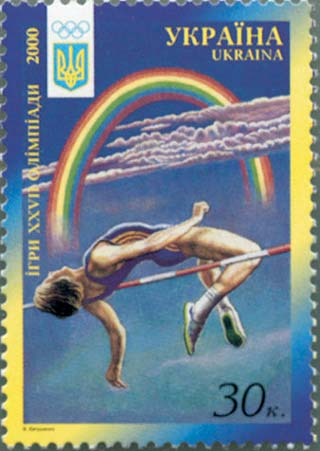
Прыжки в высоту
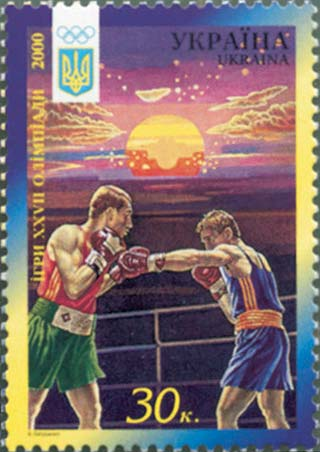
Бокс